# Risti, Läänemaa
Risti är en småköping (estniska: alevik) i  Lääne-Nigula kommun i landskapet Läänemaa i nordvästra Estland. Orten har tidigare utgjort centralort i dåvarande Risti kommun. Orten ligger i det tidigare svenskspråkiga områdena i Estland. Estlandssvenskarna kallade orten Kors.
I Risti möts Riksväg 9 som leder till Dagö och Riksväg 10 som leder till Ösel. Den delvis upprivna järnvägen mellan Hapsal och Tallinn passerade tidigare orten.